# Albert de Brandebourg-Ansbach
À distinguer d’Albert Ier de Brandebourg, dit « l’Ours »  (1100-1170)
Pour les articles homonymes, voir Albert de Brandebourg et Brandebourg (homonymie).
Albert de Prusse appelé aussi Albert de Brandebourg ou encore Albert de Brandebourg-Ansbach (en allemand Albrecht von Preussen ), né à Ansbach en 1490 et mort à Tapiau en 1568, est d'abord grand maître de l’ordre Teutonique puis premier duc héréditaire du duché de Prusse (1525-1568). C'est lui qui, sur le conseil de Martin Luther, prend la décision de se convertir au protestantisme et de séculariser le territoire prussien de l’Ordre teutonique en 1525.

## Famille
Albert de Prusse est le troisième fils de Frédéric II de Brandebourg-Ansbach issu de la lignée de Brandebourg-Ansbach de la maison de Hohenzollern et de Sophie Jagellon, fille du roi de Pologne Casimir IV Jagellon.
En juillet 1526, Albert de Brandebourg épouse Dorothée de Danemark, fille du roi Frédéric Ier de Danemark. Six enfants sont nés de cette union, mais seule Anne-Sophie de Prusse (1527-1591) survit au-delà de ses deux ans. En 1555, elle épouse le duc Jean-Albert Ier de Mecklembourg-Schwerin (1525-1576).
Veuf, Albert de Brandebourg épouse Anne-Marie de Brunswick-Calenberg-Göttingen en février 1550, fille d'Éric Ier de Brunswick-Calenberg-Göttingen.
Deux enfants sont nés de cette union :
- Élisabeth de Prusse (1551-1596)
- Albert-Frédéric de Prusse (1553-1618), duc de Prusse.

## Biographie
Albert est élu trente-septième grand maître de l'ordre Teutonique en 1511, succédant au duc Frédéric de Saxe (fils d'Albert III de Saxe) dans l’espoir d'interrompre le déclin de l'État Teutonique amorcé en 1410 à la suite de la défaite de l'ordre à la bataille de Grunwald. Le traité de Toruń de 1466 imposé par la Couronne polonaise et les difficultés croissantes rencontrées par l’Ordre conduisent les principaux officiers à se tourner vers des cadets de familles princières pour rétablir la situation et essayer de se soustraire à la suzeraineté polonaise.
Quoique neveu du roi de Pologne Sigismond Ier, Albert mène une guerre contre lui de 1519 à 1521, qui se termine par une trêve de quatre ans (en). À la fin de la trêve il négocie avec son oncle un accord qui l’autorise à se convertir à la religion luthérienne. Il réalise par cette conversion la plus importante des sécularisations, celle de la Prusse teutonique. En contrepartie il accepte d'être vassal du roi de Pologne, allant prêter serment d'allégeance à Cracovie en 1525, passé dans l'histoire comme hommage prussien.

### Jeunesse
Destiné à l'Église, Albert de Brandebourg reçoit une éducation appropriée. Il vit quelque temps à la cour d’Hermann de Hesse, prince-électeur de l’archevêché de Cologne.
Se tournant vers une vie plus active, Albert de Brandebourg accompagne en 1508 Maximilien Ier du Saint-Empire en Italie. À son retour, il vit un certain temps à la cour de Hongrie.

### Grand Maître

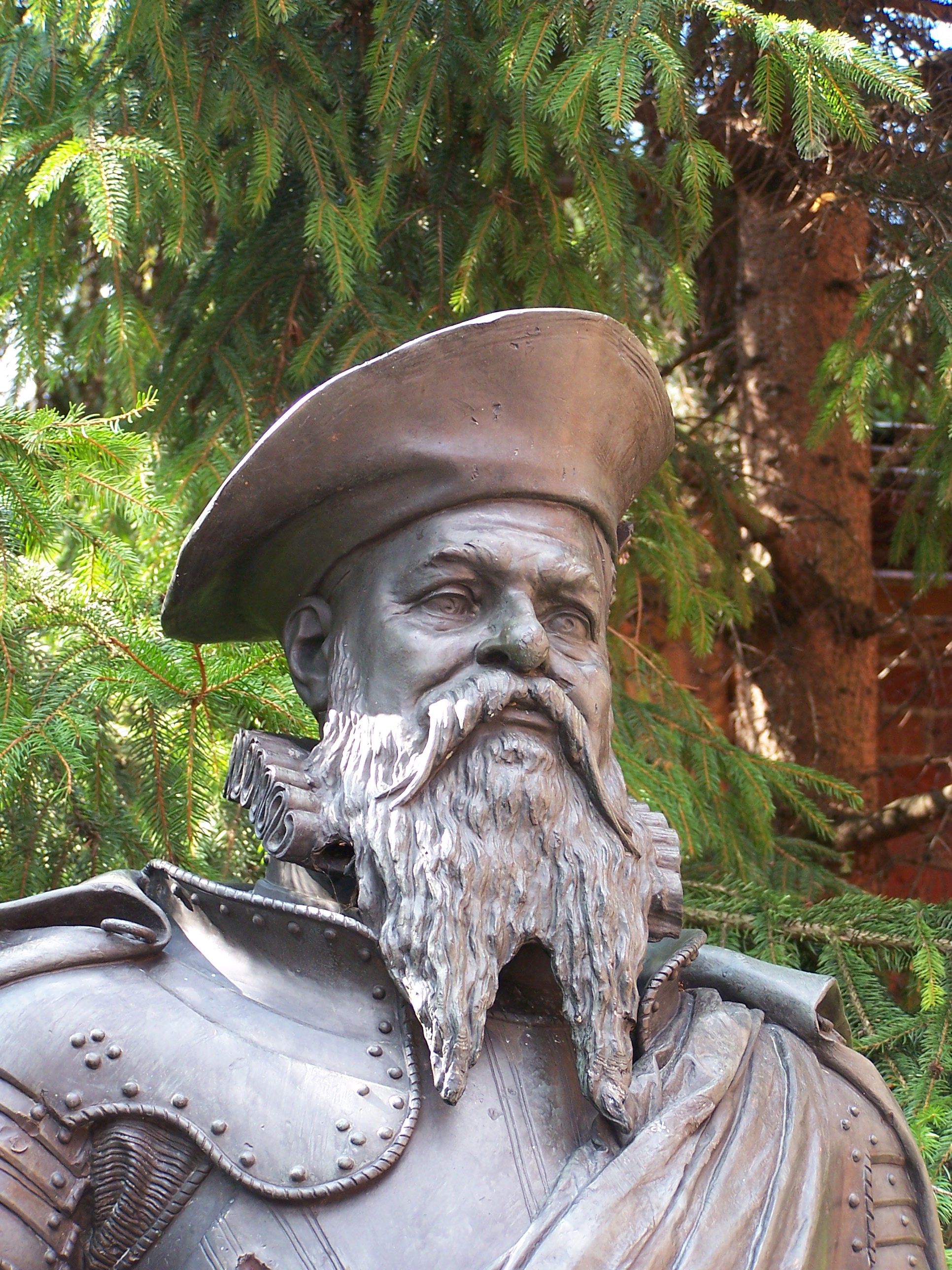
Statue en grand maître de l'ordre Teutonique

En décembre 1510, le grand maître de l'ordre Teutonique, Frédéric de Saxe meurt. Albert de Brandebourg est choisi comme son successeur en 1511. Ce choix est fait dans l'espoir que ses liens avec son oncle maternel régleraient les conflits de la Prusse-Orientale détenue par l'État teutonique vassal du royaume de Pologne après le deuxième traité de Toruń en 1466.
Albert de Brandebourg informe l'empereur et le pape de ses nouvelles fonctions, mais refuse de se soumettre au royaume de Pologne. Une guerre pour la survie de l'ordre Teutonique semble inévitable. Albert de Brandebourg cherche des alliés et continue ses négociations avec Maximilien Ier du Saint-Empire. Les ravages des chevaliers de l'ordre Teutonique en Pologne aboutissent à une guerre qui débute en décembre 1519, guerre dévastatrice pour la Prusse. En 1521, une trêve de quatre ans est accordée à Albert de Brandebourg.
Albert de Brandebourg s'efforça d'obtenir de l'aide car un nouveau conflit menaçait de se déclarer. À cette fin, en 1522, il se rend à la seconde diète de Nuremberg, où il rencontre le réformateur Andreas Osiander. Cette entrevue a une influence sur sa foi : en 1525 Albert de Brandebourg se convertit à la foi protestante.
Le grand maître se rend à Wittemberg, épicentre de la Réforme. Là, Martin Luther lui conseille d'abandonner l'ordre Teutonique, de se marier et de convertir la Prusse en duché héréditaire. Auparavant, cette question a déjà été l'objet d'un débat entre les membres de sa famille. Pour Albert de Brandebourg, il est nécessaire d'agir avec prudence. Il informe le pape Adrien VI de son impatience à réformer l'ordre Teutonique et de punir les chevaliers convertis à la nouvelle doctrine. Pour sa part, Martin Luther ne s'arrête pas aux conseils. Pour faciliter la conversion, il s'efforce de propager son enseignement parmi les Prussiens. Pendant ce temps, Georges Ier de Brandebourg-Ansbach, frère d'Albert transmet leur arrangement à leur oncle Sigismond Ier de Pologne.

### Duc de Prusse
Avec un certain retard, Sigismond Ier approuve l'offre avec une condition : que la Prusse devienne fief du royaume de Pologne. Le traité de Cracovie est signé le 8 avril 1525. Albert de Brandebourg installe le gouvernement de son duché à Königsberg. Cependant cette transition provoque des protestations. Cité à comparaître devant la Cour de justice impériale, Albert de Brandebourg oppose un refus. Il est proscrit alors que l'ordre Teutonique élit un nouveau Grand Maître en la personne de Walther von Cronberg. Ce dernier reçoit la Prusse lors de la réunion d'Augsbourg. Les princes allemands, éprouvés par les tumultes de la Réforme, la guerre des Paysans (Bauernkrieg) et les guerres austro-turques n'appliquent pas la proscription à Albert de Brandebourg, et la colère contre lui s'apaise avec le temps.
En 1526, Albert de Brandebourg rejoint la Ligue de Torgau (en) et agit en union avec les Protestants. Il assiste à la réunion des princes désireux de renverser Charles Quint à la suite du décret d'Augsbourg de 1548.
Les premières années du règne d'Albert de Brandebourg sont prospères. Bien qu'il ait quelques ennuis avec la paysannerie, les terres et les trésors de l'Église lui permettent de faire face aux dépenses de sa cour. Il fait la promotion de l'étude en créant des écoles dans chaque ville, libère les serfs, et fait imprimer en allemand le catéchisme protestant. En 1544, malgré une opposition, il crée l'université Albertina de Königsberg, et en 1549, il y nomme son ami Andreas Osiander au poste de professeur.
Cette époque est le début des difficultés pour Albert de Brandebourg, elles assombrissent les dernières années de son règne. Andreas Osiander a des divergences de vue concernant la doctrine de Martin Luther : dans cette querelle qui l'oppose à Philippe Melanchthon, Albert de Brandebourg prend parti pour le second. Ces querelles théologiques prennent de l'ampleur. Il n'y a plus le trésor de l'Église pour amener la conciliation des nobles, l'impôt est très lourd, Albert de Brandebourg devient impopulaire.
Après le décès d'Andreas Osiander en 1552, Albert de Brandebourg favorise un prédicateur nommé Johann Funck (en) qui, avec un aventurier du nom de Paul Skalić a une grande influence sur lui. Ces conflits religieux et politiques ont raison de la santé d'Albert de Brandebourg. Son fils étant encore mineur, il doit choisir un régent. Albert de Brandebourg doit se résoudre à condamner les prêches d'Andreas Osiander. En 1566, la noblesse et le clergé prussiens font appel à Sigismond II de Pologne, le cousin d'Albert, qui dépêche une commission à Königsberg. Paul Skalić sauve sa tête mais Johann Funck est exécuté. La question de la régence est réglée et une forme de luthéranisme est adoptée.
Quasiment privé de pouvoir, Albert de Brandebourg vit encore deux ans. Il meurt de la peste à Tapiau le 20 mars 1568.

## Généalogie
Albert de Brandebourg appartient à la cinquième branche issue de la première branche de la Maison de Hohenzollern. Cette cinquième lignée s'éteignit en 1618 à la mort du duc Albert-Frédéric de Prusse.